# بيدرو ألونسو
بيدرو ألونسو (بالإسبانية: Pedro Alonso) هو ممثل إسباني، ولد في 21 يونيو 1971 في فيغو في إسبانيا.

## أعمال

### مسلسلات
- لا كاسا دي بابيل.
- برلين

## وصلات خارجية
- بيدرو ألونسو على موقع IMDb (الإنجليزية)
- بيدرو ألونسو على موقع ميتاكريتيك (الإنجليزية)
- بيدرو ألونسو على موقع روتن توميتوز (الإنجليزية)
- بيدرو ألونسو على موقع ألو سيني (الفرنسية)
- بيدرو ألونسو على موقع أول موفي (الإنجليزية)
- بيدرو ألونسو على موقع قاعدة بيانات الفيلم (الإنجليزية)
- بيدرو ألونسو على موقع كينوبويسك (الروسية)